# 北澤功
北澤功（きたざわ いさお、1966年 - ）は、日本の獣医師、 著述家。

## 人物
長野県長野市生まれ。1991年、酪農学園大学獣医学科卒業、長野市茶臼山動物園、長野市城山動物園に獣医師として勤務後、2010年、東京都大田区に五十三次どうぶつ病院を開院する。
動物園時代は、チンパンジー、オランウータン、レッサーパンダ、ゾウ、キリンなどの飼育・治療業務に加え、生態を考えた獣舎（日本の森、レッサーパンダ舎）を日本で初めて設計する。
また、親が子育てできなかったオランウータン、チンパンジー、レッサーパンダ、ツキノワグマ、コウモリ、サンショウウオ、ムササビ、フクロウを親代わりに育てていた。
ハクバサンショウウオの飼育下で初めての繁殖に成功。
週刊長野新聞に「サルに注射された。ゾウを解剖した」などのユニークなエピソードを綴ったコラム『茶臼山たぬき便り』を7年間掲載。
さらに、「動物から学んだ生きる力」「カエルツボカビ病について」などの講演を小学校、中学校、高校、児童施設、PTA、一般向けに行っている。
2016年より大田区立赤松小学校にて「動物飼育に関わる生活科」講師をおこなう。
東京都獣医師会大田支部　副支部長　

## 著書
- 本当にあった…爆笑！どうぶつのお医者さん事件簿（2013年）　アスコム
- 思わずビックリ！どうぶつと獣医さんの本当にあった笑える物語（2016年）　アスコム
- 獣医さんだけが知っている 動物園のヒミツ 人気者のホンネ（2016年）　日東書院本社
- 似ている動物「見分け方」事典（2017年）　ペレ出版
- 獣医さんが教える動物園のないしょ話（2019年）　ぶんか社
- 妄想お金ガイド パンダを飼ったらいくらかかる？（2023年） | 書籍 | ナショナル ジオグラフィック
- ゴールデンカムイ公式ファンブック（2020年）集英社　動物監修
- 動物のスゴイ耳（2022年）宝島社　取材協力
- 小説新潮2024・6月号　”私の相棒”　エッセイ執筆
- 小説新潮2024・9月号　”犬にしつけられている”　エッセイ執筆
- BURTUS　通いたくなる動物園　マガジンハウス　2023年　空想動物園　対談
- ダイヤモンドザイ　2024年　6月号　取材
- スーパー獣医 Dr.北澤のどうぶつ事件簿 | WANI BOOKS Newsクランチ！2020年（ニュースクランチ！）
- 週刊女性　2017年7月　動物園を楽しむ10のコツ　記事掲載
- シーバ　おもしろ動物病院　辰巳出版　記事連載　2016年
- 朝日新聞出版　ＮＥＷＳがわかる　2024年5月号　妄想飼育＆ペットのリアル　記事掲載
- ダイヤモンド・ザイ　2024年7月号　お金の本音　インタビュー記事
- BRUTUS 通いたくなる動物園と水族館　記事掲載
- 月刊ひろば　2022年11月号　動物園がもっと楽しくなる監修
- 月刊ひろば　2019年5月号　遠足でお役立ち！人気の動物図鑑監修

## 出演番組
ラジオ
・垣花正のあなたとハッピー　ニッポン放送　ゲスト出演　2013年
・安住紳一郎の日曜天国　TBSラジオ　ゲスト出演　2013年
・山田五郎と中川翔子のリミックスZ　FM東京　ゲスト出演　2024年
・THE 　FLINSTONE　byFM　ゲスト出演　2024年
・レコレール　FM東京　ゲスト出演2024年
・「村上信五くんと経済クン」文化放送　ゲスト出演　2024年